# Aarhus Lokalbank
Aarhus Lokalbank A/S var en dansk bank med aktiviteter i Østjylland. Banken havde hovedsæde i Toldkammeret i Aarhus og drev desuden banker i Hadsten og Langå under navnene Hadsten Bank og Langå Bank. Banken havde i 2007 et resultat på 48,6 mio. kr. før skat.
Banken blev grundlagt i 1908 under navnet Hadsten Bank. I 1995 udvidede banken med filialerne Langå Bank og i 2003 kom Aarhus Lokalbank til. I juni 2007 blev hovednavnet ændret fra Hadsten Bank til Aarhus Lokalbank. Banken råder desuden over navnene Aros Bank og Jyllands Bank, som dog ikke anvendes udadtil. 

## Finanskrisen
Banken blev som flere andre banker ramt af finanskrisen og kæmpede for overlevelse. Revisorerne tog forbehold for bankens overlevelse i regnskabet for 2010  og der var tvivl om, hvorvidt banken kunne overleve som selvstændig. 

## Fusion med Vestjysk Bank
I marts 2012 fusionerede Aarhus Lokalbank og Vestjysk Bank med Vestjysk Bank som det fortsættende selskab.  , 